# تشارلز فينتر
تشارلز فينتر (17 فبراير 1890 في الولايات المتحدة - 25 يناير 1969 في الولايات المتحدة) (بالإنجليزية: Charles Winter)‏ هو لاعب كريكت أمريكي. لعب مع Philadelphian cricket team ‏.